# Шарафкент
Шарафке́нт (каз. Шарафкент) — село у складі Тюлькубаського району Туркестанської області Казахстану. Входить до складу Баликтинського сільського округу.
У радянські часи село називалось Чапаєво.
Населення — 606 осіб (2021; 734 у 2009, 612 у 1999, 581 у 1989).